# Adolf Ivan Čadež
Adolf Ivan Čadež, slovenski frančiškan, nabožni pisec in vzgojeslovni publicist, * 5. maj 1871, Trata, Gorenja vas, † 10. januar 1948, Ein Karem, Jeruzalem, Izrael.

## Življenje in delo
Deloval je dalj časa v Egiptu, Carigradu in Palestini, od koder se je oglašal z dopisi v nabožnih listih in publikacijah Mohorjeve družbe. Umrl je v samostanu Ain Karinu blizu Jeruzalema v Izraelu.